# Epimachus (Gattung)
Epimachus ist eine Gattung aus der Familie der Paradiesvögel (Paradisaeidae) und umfasst nur zwei Arten. Beide Arten kommen ausschließlich auf Neuguinea vor.
In der Roten Liste gefährdeter Arten der IUCN wird der Breitschwanz-Paradieshopf als gefährdet (vulnerable) geführt. Er zählt damit zu den am meisten gefährdeten Paradiesvogelarten. Der Schmalschwanz-Paradieshopf gilt dagegen als nicht gefährdet (least concern). Beide Arten werden im Anhang II des Washingtoner Artenschutzübereinkommen gelistet.

## Merkmale
Bei beiden Arten der Gattung Epimachus ist das mittlere Steuerfederpaar stark verlängert und reicht weit über das übrige Schwanzgefieder hinaus, seine Länge entspricht 133 bis 165 Prozent der Flügellänge. Inklusive dieses verlängerten Steuerfederpaars erreichen sie Körperlängen von 110 und 95 Zentimeter. Der Schnabel ist bei beiden Arten schmal, lang und leicht sichelförmig gekrümmt. Bei beiden Geschlechtern ist er mehr als zweimal so lang wie der Kopf. Die Nasenlöcher sind frei von Federn, allerdings beginnt die Befiederung unmittelbar hinter den Nasenlöchern. Der Geschlechtsdimorphismus ist stark ausgeprägt.

### Adulte Vögel
Die Männchen haben ein überwiegend samtschwarzes Gefieder, bei dem einzelne Partien sehr stark irisieren. Auffallend ist vor allem der entlang der oberen Körpermitte verlaufende Streif an schuppenartigen Federn, die metallisch blaugrün irisieren. Die Linie findet ihre Fortsetzung auf dem Schwanzgefieder, das bei beiden Arten ebenfalls einen ausgeprägten metallischen Schimmer hat. Weitere Merkmale der Männchen sind die verlängerten Federn an den Körperseiten. Der Schwanz ist bei beiden Geschlechtern ansonsten gestuft und wird v-förmig schmäler.
Bei den Weibchen ist das mittlere Steuerfederpaar ebenfalls verlängert, allerdings überragt es das übrige Schwanzgefieder nur geringfügig. Sie sind insgesamt deutlich unauffälliger gefärbt als die Männchen und weisen große Ähnlichkeit miteinander auf. Ihr Gefieder ist bräunlich und auf der Körperunterseite dunkelbraun quergestreift.

### Jungvögel
Jungvögel beider Geschlechter ähneln zunächst dem Weibchen. Bei den männlichen Jungvögeln zeigt sich das Gefieder der adulten Männchen erst allmählich und benötigt mehrere Jahre, wie man bei in Gefangenschaft gehaltenen Vögeln nachweisen konnte: Ein Männchen des Schmalschwanz-Paradieshopfes, dass am 13. September 1978 dem Baiyer River Sanctuary, Papua-Neuguinea, übergeben wurde und das zunächst noch das Gefieder eines Weibchens zeigte, ließ im Juli 1982 erstmals den für die Männchen typischen, presslufthammerartigen Ruf hören. Ein Jahr später begann es erste Federn eines adulten Männchens zu zeigen. Das vollständige Gefieder eines Männchens trug dieses Individuum erst im Mai 1985. Daraus schließt man, dass Männchen erst im Alter von sieben bis acht Jahren das Gefieder adulter Männchen zeigen.

## Verbreitungsgebiet der Arten und Unterarten sowie Lebensraum
Beide Arten gehören zu den Paradiesvögeln mit einem vergleichsweise großen Verbreitungsgebiet: Es erstreckt sich vom Vogelkop, einer Halbinsel im äußersten Nordwesten Neuguineas über die Hochebenen im Osten Neuguineas bis in die südöstliche Spitze.

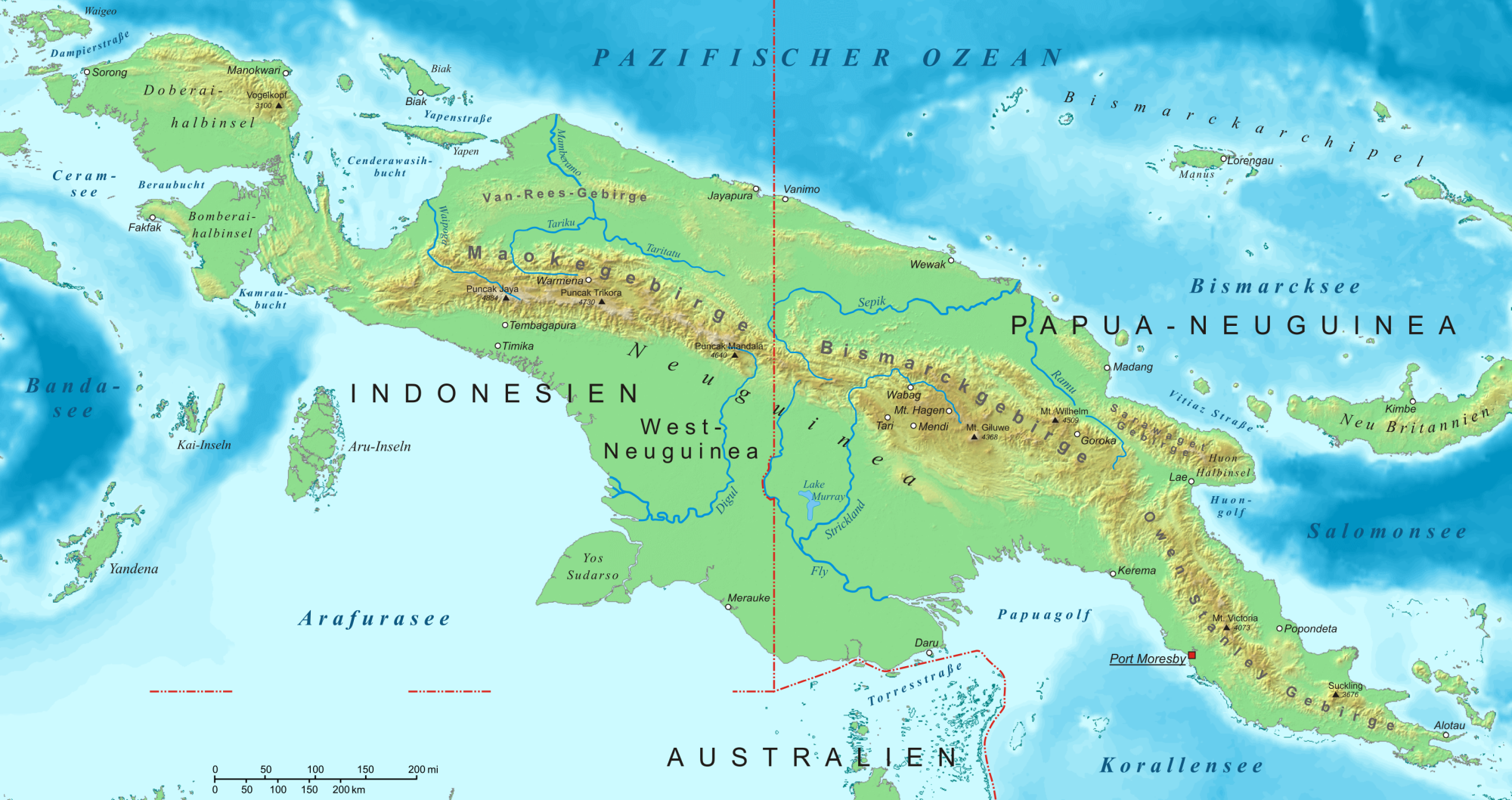
Neuguinea

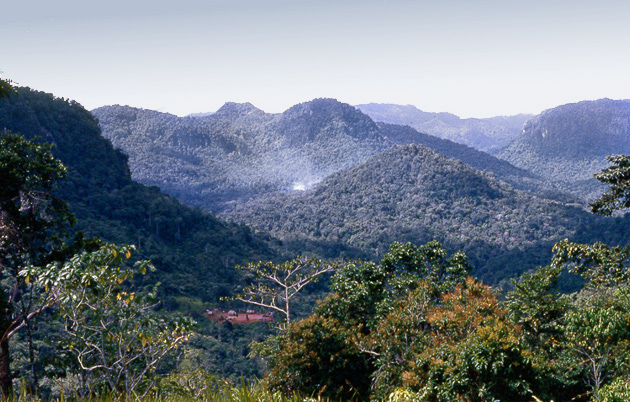
Owen-Stanley-Gebirge, das zum Verbreitungsgebiet des Schmalschwanz-Paradieshopfes gehört

Die einzelnen Arten und Unterarten besiedeln folgende Regionen:
- Breitschwanz-Paradieshopf (Epimachus fastosus). Vorkommen vom Vogelkop bis zu den Hochebenen im Osten Neuguineas. Er fehlt auf der südöstlichen Halbinsel.
  - E. f. fastosus (Hermann, 1783) – Nominatform mit Vorkommen auf dem Vogelkop (Tamrau-Gebirge und Arfak-Gebirge) im Nordwesten von Neuguinea.
  - E. f. atratus (Rothschild & E. J. O. Hartert, 1911) – Gebirge der Wandammenhalbinsel und die Gebirgszüge im zentralen Landesinnere von Neuguinea bis zur Kratke Range im Osten von Neuguinea
  - E. f. ultimus Diamond, 1969 – Bewani-Berge und Torricelli-Berge im Norden von Neuguinea.
- Schmalschwanz-Paradieshopf (Epimachus Meyer): Der Schmalschwanz-Paradieshopf fehlt auf dem Vogelkopf. Sein Verbreitungsgebiet reicht vom Weyland-Gebirge im zentralen Neuguinea bis in die südöstliche Spitze Neuguineas.
  - E. m. albicans (van Oort, 1915) – Zentrale Gebirge Neuguineas vom Weyland-Gebirge im Westen bis zum Hindenburg-Gebirge und den Victor-Emanuel-Bergen.
  - E. m. bloodi Mayr & Gilliard, 1951 – Gebirge im Osten Neuguineas, zum Verbreitungsgebiet gehören unter anderem das Hagengebirge als möglicherweise westlichstes Verbreitungsgebiet, der Mount Giluwe und das Kraetkegebirge.
  - E. m. Meyer Finsch & A. B. Meyer, 1885 – Gebirge im Südosten Neuguineas, darunter das Owen-Stanley-Gebirge.

Beide Arten kommen nur in Bergwäldern vor. Der Breitschwanz-Paradieshopf besiedelt vorwiegend Höhenlagen zwischen 1800 und 2150 Meter. Er ist gelegentlich auch noch in Höhenlagen von 1280 Metern und in Höhenlagen bis 2550 Metern vor. Dort, wo sich das Verbreitungsgebiet des Breitschwanz-Paradiesvogels mit dem des nahe verwandten Schmalschwanz-Paradieshopfes überlappt, besiedelt der Breitschwanz-Paradieshopf die niedrigeren Höhenlagen. Der Verbreitungsschwerpunkt des Schmalschwanz-Paradiesvogels liegt dagegen in Höhenlagen zwischen 1900 und 2900 Höhenmeter, er kommt gelegentlich aber noch auf 3200 Metern vor.

## Lebensweise

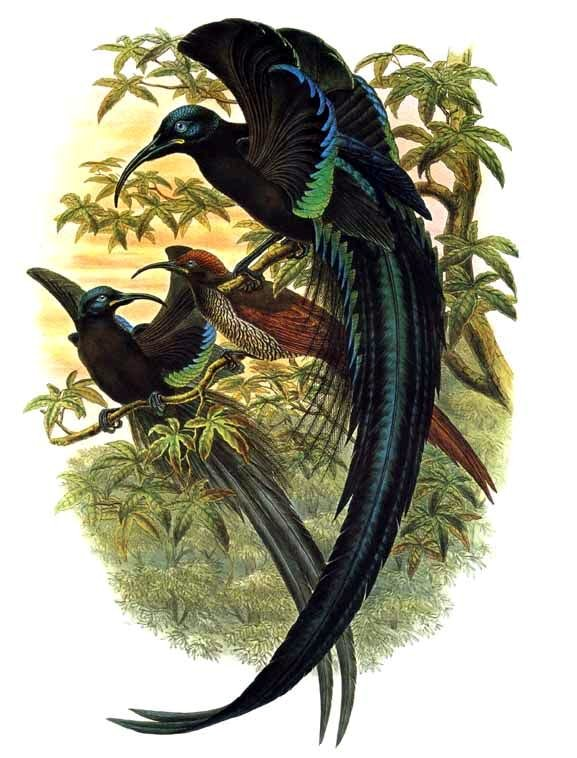
Breitschwanz-Paradieshopf

Beide Arten fressen Früchte und Gliederfüßer. Der Schmalschwanz-Paradieshopf frisst außerdem kleine Wirbeltiere, beim weniger gut erforschten Breitschwanz-Paradieshopf wird dies nur vermutet. Ihre Nahrung finden sie überwiegend im Baumkronenbereich. Um an Gliederfüßer zu gelangen, reißen sie auch Rindenstücke und Epiphyten von den Bäumen. Während der Nahrungssuche hüpfen sie von Ast zu Ast oder klettern an den Baumstämmen empor. Beide Arten würgen Kerne und Steine von Früchten wieder aus. Grundsätzlich leben die adulten Männchen heimlicher als die Weibchen.

## Fortpflanzung
Wie die überwiegende Zahl der Paradiesvögel sind beide Arten polygyn, das heißt, das Männchen paart sich nach Möglichkeit mit mehreren Weibchen. Das jeweilige Weibchen zieht alleine den Nachwuchs groß. Die Männchen verteidigen jeweils ein großes Revier, in dem sich ein oder mehrere traditionelle Balzplätze befinden. Bei diesen Balzplätzen handelt es sich um einzelne Ansitzwarten hoch oben im Baumkronenbereich. In freier Wildbahn ist die Balz des Männchens bislang nicht beobachtet worden.

## Hybride mit anderen Paradiesvögeln
Die Neigung von Paradiesvögeln, sich mit anderen Arten ihrer Familie zu kreuzen, ist bereits zu Beginn des 20. Jahrhunderts von Anton Reichenow und damit fast früher als für jede andere Vogelfamilie beschrieben worden. Es sind dabei meistens die Männchen, die mit ihrem stark abweichenden Gefieder auffallen. Gelegentlich werden sie zunächst als eigenständige Art beschrieben. So gilt das Typusexemplar, das ursprünglich als Pseudastrapia lobata beschrieben wurde, mittlerweile als Kreuzung zwischen dem Langschwanz-Paradigalla und dem Breitschwanz-Paradiesvogel. Ein anderes Exemplar ist aus einer Kreuzung des Breitschwanz-Paradieshopfes mit dem Pracht-Kragenparadiesvogels hervorgegangen. Der Pracht-Kragenparadiesvogel zählt dabei zu den Arten, die sich häufiger als jede andere Paradiesvogelart mit einer anderen Art paart. Für den Schmalschwanz-Paradieshopf sind Kreuzungen weniger häufig beschrieben. Allerdings wurde 1962 eine Paarung eines Männchens des Schmalschwanz-Paradieshopfes mit einer Schmalschwanz-Paradieselster beobachtet, aus der ein Nestling hervorging. Dieser starb allerdings im Alter von 10 Tagen.

## Epimachus-Arten und Mensch

### Jagd

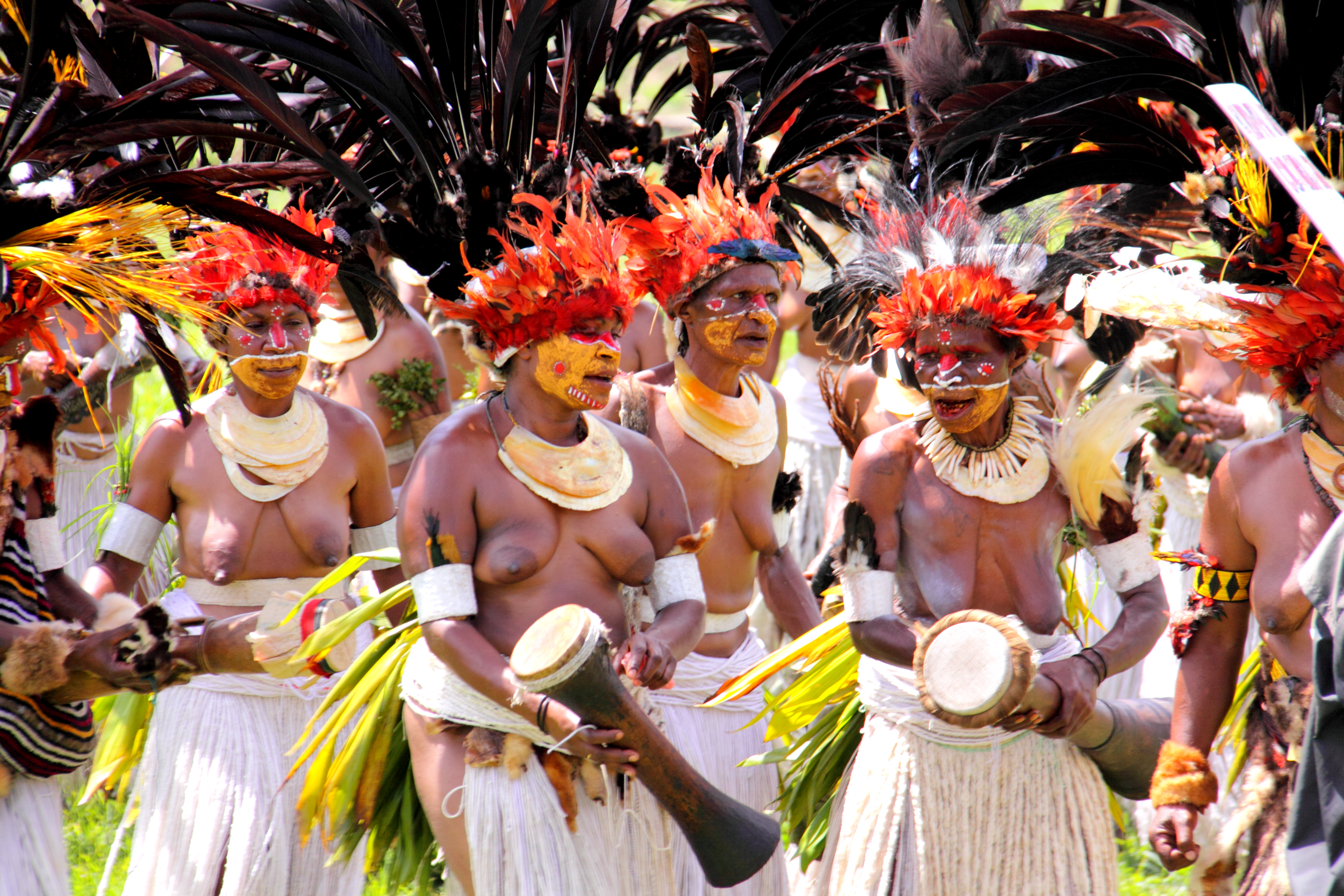
Frauen der Mindima mit traditionellem Kopfschmuck, Mount Hagen-Festival, Papua-Neuguinea

Die Federn beider Arten werden von indigenen Völkern Neuguineas zu traditionellem Kopf- und Körperschmuck verarbeitet. Den Federn wird zum Teil erheblicher Wert beigemessen: In den 1990er Jahren wurden in dem Gebiet rund um den Tagebau Ok Tedi, eine Gold- und Kupfermine in Papua-Neuguinea, für einen Balg des Breitschwanz-Paradieshopfes 250 Kina gezahlt, während zur gleichen Zeit in dieser Region die Bälge anderer Paradiesvogelarten für 5 bis 20 Kina gehandelt wurden. Der Jagddruck auf den Breitschwanz-Paradieshopf nahm durch die Entwicklung der Mine erheblich zu, weil unter anderem auch Gewehre in der Region eingeführt wurden. In anderen Regionen ist in den 1990er Jahren ein Jagdverbot erlassen worden, wo – nachdem einige Männer für die Tötung von Breitschwanz-Paradieshopfen bestraft wurden – der Bestand dieser Art sich teils dramatisch erholte. Grundsätzlich gilt jedoch, dass diese Art überall dort erheblich gefährdet ist, wo die im Hochland lebende Bevölkerungszahl zunimmt. Dies zeigt sich auch im direkten Vergleich mit dem Schmalschwanz-Paradieshopf. Dieser wird ebenfalls von der indigenen Bevölkerung Neuguineas wegen seiner auffälligen Schmuckfedern bejagt und kann in Regionen mit geeigneten Lebensbedingungen selten sein, wenn dort der Jagddruck entsprechend groß ist. Der Schmalschwanz-Paradieshopf ist jedoch im Vergleich zum Breitschwanz-Paradieshopf ein vergleichsweise häufiger Vogel, weil er höhere Lagen als der Breitschwanz-Paradieshopf besiedelt und damit in Regionen vorkommt, die weit über den landwirtschaftlichen Flächen und Gärten der indigenen Bevölkerung liegt.

### Gefangenschaftshaltung
Breitschwanz-Paradiesvögel wurden bislang nur selten in Gefangenschaft gehalten. Das erste Paar Schmalschwanz-Paradieshopfe dagegen wurde bereits 1909 in der Privatsammlung von E. J. Brooks auf Hoddom Castle gehalten. Seitdem sind Individuen dieser Art mehrfach in zoologischen Gärten gezeigt worden. Einige Individuen wurden als ausgesprochen zahm beschrieben und nahmen sehr schnell Futter aus den Händen ihrer Pfleger. Sie benötigen große Innenvolieren und gelten als eine Art, die sich verhältnismäßig gut halten lässt. Allerdings neigen sie dazu, mit ihrem Schnabel alle Gegenstände in ihrer Voliere zu untersuchen und dabei den Schnabel zu verletzen.

## Einzelbelege
1. ↑   Handbook of the Birds of the World zum Breitschwanz-Paradieshopf, aufgerufen am 2. August 2017
2. ↑   Handbook of the Birds of the World zum Schmalschwanz-Paradieshopf, aufgerufen am 6. August 2017
3. 1 2   Frith & Beehler: The Birds of Paradise - Paradisaeidae. S. 357.
4. 1 2   Frith & Beehler: The Birds of Paradise - Paradisaeidae. S. 376.
5. ↑   Frith & Beehler: The Birds of Paradise - Paradisaeidae. S. 359.
6. 1 2   Frith & Beehler: The Birds of Paradise - Paradisaeidae. S. 367.
7. 1 2 3   Frith & Beehler: The Birds of Paradise - Paradisaeidae. S. 375.
8. ↑   McCarthy: Handbook of Avian Hybrids of the World. S. 228.
9. 1 2   McCarthy: Handbook of Avian Hybrids of the World. S. 229.
10. ↑   Frith & Beehler: The Birds of Paradise - Paradisaeidae. S. 347.
11. 1 2   Frith & Beehler: The Birds of Paradise - Paradisaeidae. S. 365.